# Campionat del món d'escacs femení de 2008

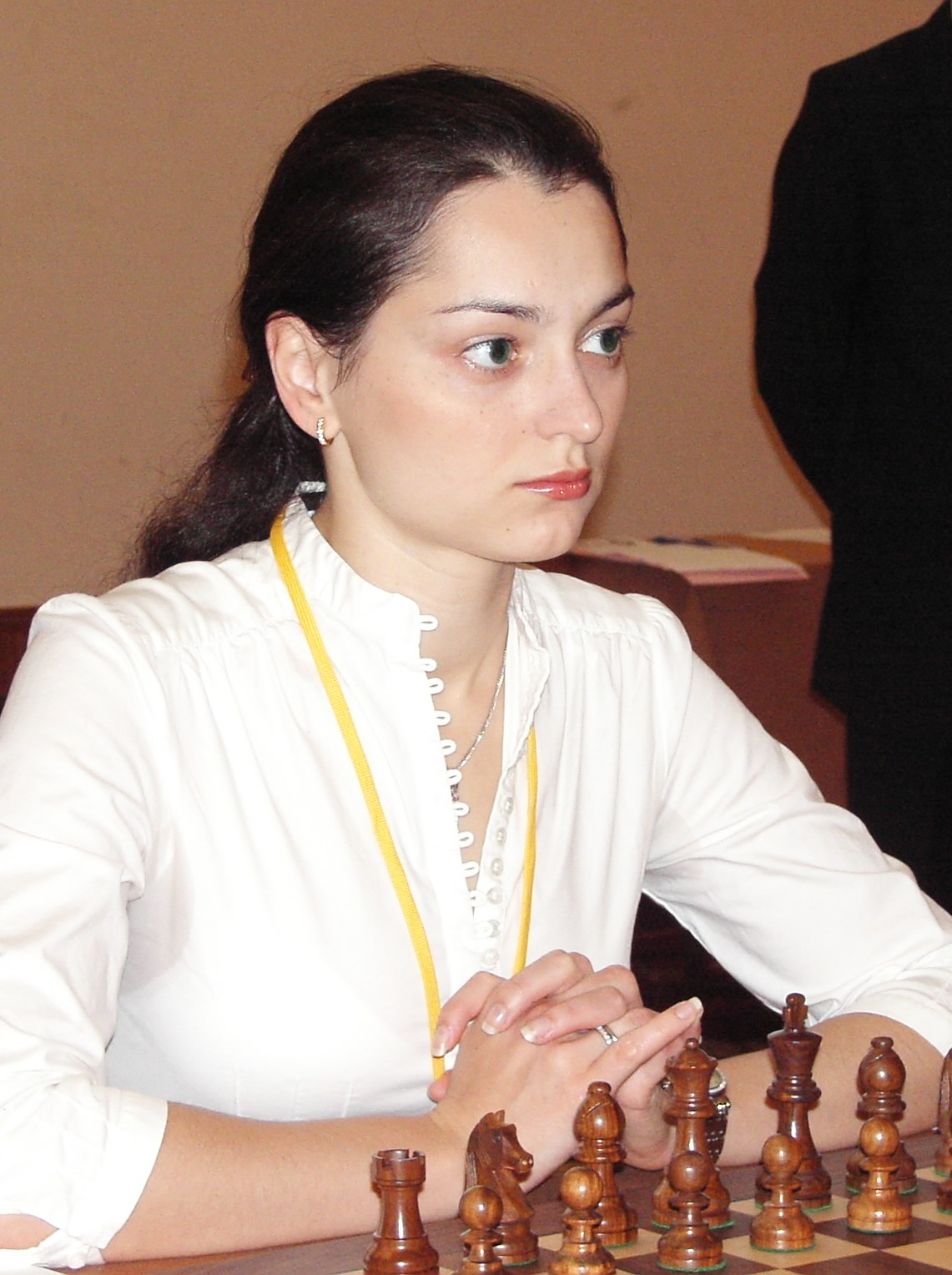
La campiona del món de 2008, Aleksandra Kosteniuk

El campionat del món d'escacs femení de 2008 va ser un torneig en el qual es va disputar el títol mundial d'escacs per femení, que va tenir lloc entre el 28 d'agost i el 18 de setembre del 2008 a la localitat de Nàltxik, capital de Kabardino-Balkària, Rússia.
Va ser guanyat per Aleksandra Kosteniuk, que va derrotar a la final Hou Yifan per un marcador de 2.5 a 1.5.

## Participants
Les jugadores van ser ordenades d'acord amb la seva puntuació Elo segons la llista d'Elo de la FIDE de juliol de 2008, llevat de la campiona defensora del títol, Xu Yuhua que va rebre el número 1.
| 1. Xu Yuhua (CHN), 2483, GM 2. Humpy Koneru (IND), 2622, GM 3. Hou Yifan (CHN), 2557, GMF 4. Antoaneta Stéfanova (BUL), 2550, GM 5. Pia Cramling (SWE), 2544, GM 6. Marie Sebag (FRA), 2529, GM 7. Zhao Xue (CHN), 2522, GM 8. Tatiana Kossíntseva (RUS), 2511, MI 9. Aleksandra Kosteniuk (RUS), 2510, GM 10. Viktorija Čmilytė (LTU), 2508, MI 11. Anna Muzitxuk (SLO), 2504, MI 12. Ruan Lufei (CHN), 2499, GMF 13. Natàlia Júkova (UKR), 2489, GMF 14. Maia Txiburdanidze (Geòrgia), 2489, GM 15. Hoang Thanh Trang (HUN), 2487, GM 16. Elisabeth Pähtz (Alemanya), 2481, MI 17. Anna Uixénina (UKR), 2476, MI 18. Monika Soćko (POL), 2473, MI 19. Irina Krush (USA), 2470, MI 20. Inna Gaponenko (UKR), 2468, MI 21. Lela Javakhishvili (Geòrgia), 2461, MI 22. Dronavalli Harika (IND), 2461, MI 23. Nadejda Kossíntseva (RUS), 2460, MI 24. Iekaterina Kórbut (RUS), 2459, MI 25. Anna Zatonskih (USA), 2446, MI 26. Shen Yang (CHN), 2445, GMF 27. Lilit Mkertxian (ARM), 2436, MI 28. Tania Sachdev (IND), 2432, MI 29. Natasa Bojkovic (SRB), 2423, MI 30. Iweta Rajlich (POL), 2417, MI 31. Maia Lomineishvili (Geòrgia), 2414, MI 32. Nino Khurtsidze (Geòrgia), 2413, MI | 1. Svetlana Matveeva (RUS), 2412, MI 2. Sopiko Khukhashvili (Geòrgia), 2408, MI 3. Batkhuyag Munguntuul (Mongòlia), 2406, GMF 4. Ju Wenjun (CHN), 2389 5. Tan Zhongyi (CHN), 2387 6. Eva Moser (AUT), 2383, MI 7. Ketino Kachiani-Gersinska (Alemanya), 2374, MI 8. Tea Bosboom-Lanchava (NED), 2358, MI 9. Sopio Gvetadze (Geòrgia), 2355, MI 10. Nisha Mohota (IND), 2354, GMF 11. Vera Nebolsina (RUS), 2350, GMF 12. Claudia Amura (ARG), 2345, GMF 13. Zhang Jilin (CHN), 2344, GMF 14. Elena Sedina (ITA), 2344, MI 15. Sabina-Francesca Foisor (ROM), 2337, GMF 16. Le Thanh Tu (VIE), 2325, GMF 17. Ilaha Kadimova (AZE), 2324, GMF 18. Maritza Arribas Robaina (CUB), 2323, GMF 19. Nguyen Thi Thanh An (VIE), 2323, GMF 20. Katherine Rohonyan (USA), 2321, GMF 21. Irina Zakurdjaeva (RUS), 2308, GMF 22. Maria Velcheva (BUL), 2281, GMF 23. Valentina Golubenko (CRO), 2271, GMF 24. Atousa Pourkashiyan (IRI), 2269, MIF 25. Nafisa Muminova (UZB), 2242 26. Marisa Zuriel (ARG), 2231, MIF 27. Anna Gasik (POL), 2211, MFF 28. Sarai Sanchez Castillo (VEN), 2202, GMF 29. Karen Zapata (PER), 2180, MIF 30. Mona Khaled (EGY), 2007, GMF 31. Yorsa Alaa El Din (EGY), 1959, MIF 32. Anzel Solomons (RSA), 1895, MIF |

## Absències
La jugadora amb més alta puntuació, Elo Judit Polgár, mai ha competit pel títol femení i tampoc no hi va participar aquesta vegada. La classificada número 3, Xie Jun, havia jugat molt poc en els últims anys, amb només quatre partides oficials des del 2005 i tampoc no va jugar. D'altres absències d'entre el top 20 foren Katerina Lahnó (12a), l'excampiona Zhu Chen (15a) i Elina Danielian (16a).
Algunes jugadores es van negar a anar a Nalchik. En cartes dirigides a la FIDE, la canadenca Natalia Khoudgarian i l'estatunidenca Irina Krush van adduir problemes de seguretat imperants a la regió del Caucas Nord.
Altres jugadores van protestar després de l'inici de la guerra a Ossètia del Sud el 2008. El 12 d'agost del 2008, sis jugadores de Geòrgia van publicar una carta oberta demanant que el campionat es traslladés a un lloc més segur, la qual va ser recolzada per moltes altres jugadores (Monika Socko, Irina Krush, Iweta Rajlich, Ketino Kachiani-Gersinska, Tea Bosboom-Lanchava, Claudia Amura, i Marie Sebag). El 15 d'agost, La Federació d'Escacs de Geòrgia va publicar una carta oberta assenyalant que les jugadores georgianes no participarien en el campionat llevat que es canviés de seu a un altre país. L'argentina Claudia Amura, oponent en la primera ronda de la georgiana Lela Javakhishvili, també va publicar una carta a la FIDE demanant el canvi de seu.
El president de la FIDE Kirsan Iliumjínov va contestar amb dues cartes el 13 i 19 d'agost, a les quals va confirmar que el campionat tindria lloc a Nalchik, va apel·lar tothom per no barrejar política i esport i va assegurar que els organitzadors proveirien la seguretat necessària. Això va ser secundat per Boris Kutin, president de la Unió Europea d'Escacs, i per Arsen Kanokov, president de Kabardino-Balkaria i president del comitè organitzador. El 21 d'agost, Ilyumzhinov va enviar una carta al president de Geòrgia Mikhail Saakashvili demanant-li que permetés que les jugadores georgianes participessin.
Un total d'11 jugadores no es van presentar al campionat. A més de les sis georgianes (Maia Txiburdanidze, Lela Javakhishvili, Maia Lomineishvili, Nino Khurtsidze, Sopiko Khukhashvili, i Sopio Gvetadze), hi havia Marie Sebag (França), Irina Krush (Estats Units), Iekaterina Kórbut (Rússia), Tea Bosboom-Lanchava (Països Baixos), i Karen Zapata (Perú).

## El Torneig
El campionat va usar el sistema d'eliminació simple amb 64 jugadores i sis rondes. En cada emparellament les jugadores s'enfrontaven en dues partides amb control de temps normal (90 minuts per als primers 40 moviments seguit de 30 minuts per a la resta de la partida, amb un increment de 30 segons per jugada des del principi). Si la puntuació després de dues jugades era igual, es jugava un desempat, a dues partides semiràpides (25 minuts, amb 10 segons addicionals després de cada moviment). Si es tornaven a igualar els marcadors després de les partides semiràpides, es jugaven dues partides ràpides (5 minuts, amb 10 segons addicionals després de cada moviment). Si encara persistia l'empat, es jugaria una partida Armageddon, amb 6 minuts per al blanc i 5 per al negre, sense temps addicional. Si la partida acabava en taules, es declarava guanyador el negre. Els colors a la partida decisiva era triat per la jugadora que guanyés el sorteig
La final es jugava a quatre partides en comptes de dues. En cas de desemmpat també s'hagués jugat al millor de 4 partides.